# ラ・イルスタシオン
ラ・イルスタシオン（西：La Ilustración）はスペインのイラスト入り週刊誌。1849年から1857年にかけて刊行された。

## 歴史

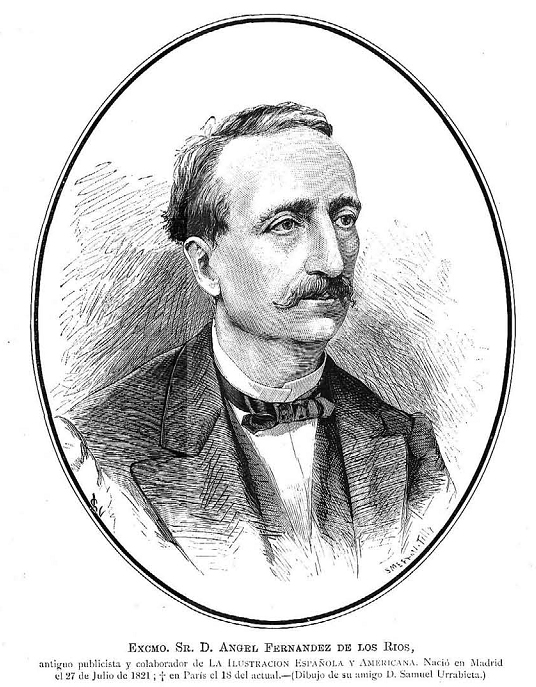
Á.F.デ.ロス.リオス
サムエル・ウラビエタ画

本誌はジャーナリストのアンヘル・フェルナンデス・デ・ロス・リオスが設立し、マドリードを拠点として1849年から1857年まで毎週発行された。
創刊は1849年3月3日で、本誌はイギリスの「イラストレイテド・ロンドン・ニュース」、ドイツの「イルストリールテ・ツァイトゥング」、フランスの「イリュストラシオン」に触発されている。当初はテーマごとに8ページで刊行され、1852年に16ページとなった。テーマはコストゥンブリズモ（民間伝承や社会的慣習を基とした芸術運動）、ファッション、ニュース、文学・演劇批評、地理、科学的発明、有名人の肖像、または翻訳を含む小説が含まれていた。イラストはホアキン・シエラやビセンテ・ウラビエタなどの本国の画家のほか、フランス人のポール・ガヴァルニなども寄稿している。本誌はこれらの記事やイラストに加え、低い価格設定で人気を博した。
『ラ・イルスタシオン』のSegún Rodríguez Gutiérrezによれば、本誌に載せるには十分なレヴェルに達していない記事は、本誌にさきがけて設立された雑誌「セマナリオ・ピントレスコ・エスパニョール」に掲載されている。
『ラ・イルスタシオン』は1857年7月6日を最後に終刊した。

## イラスト・ギャラリー

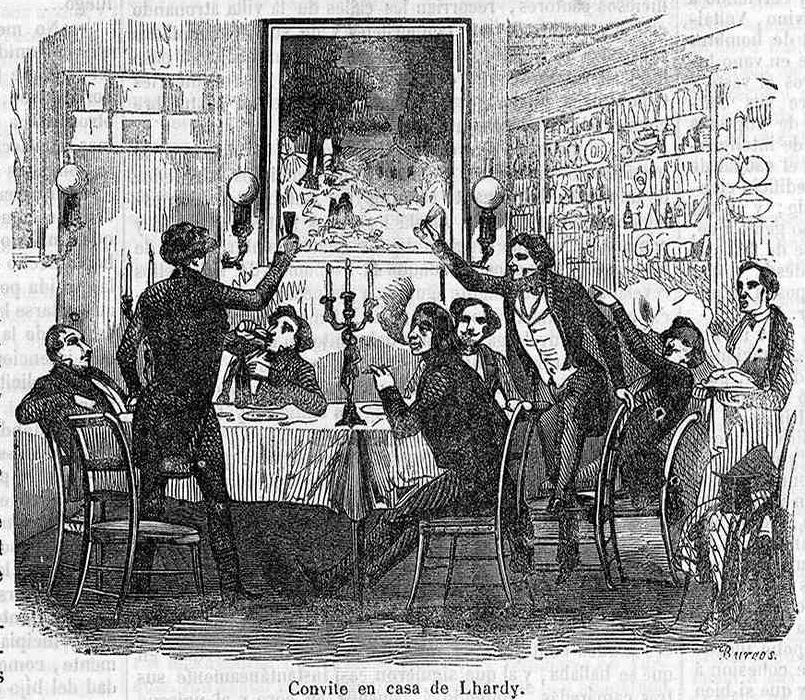
ラルディでの宴 (1849年)
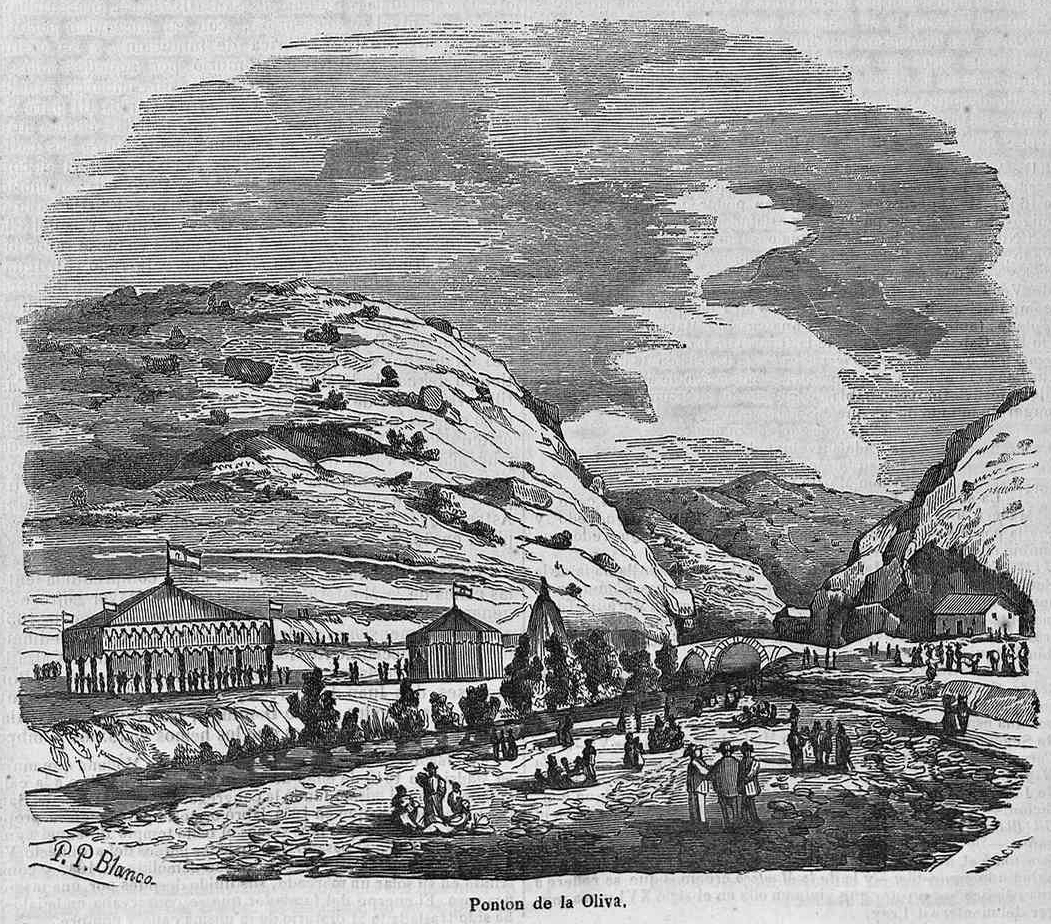
ポントン・デ・ラ・オリヴァの建設 (1851年)
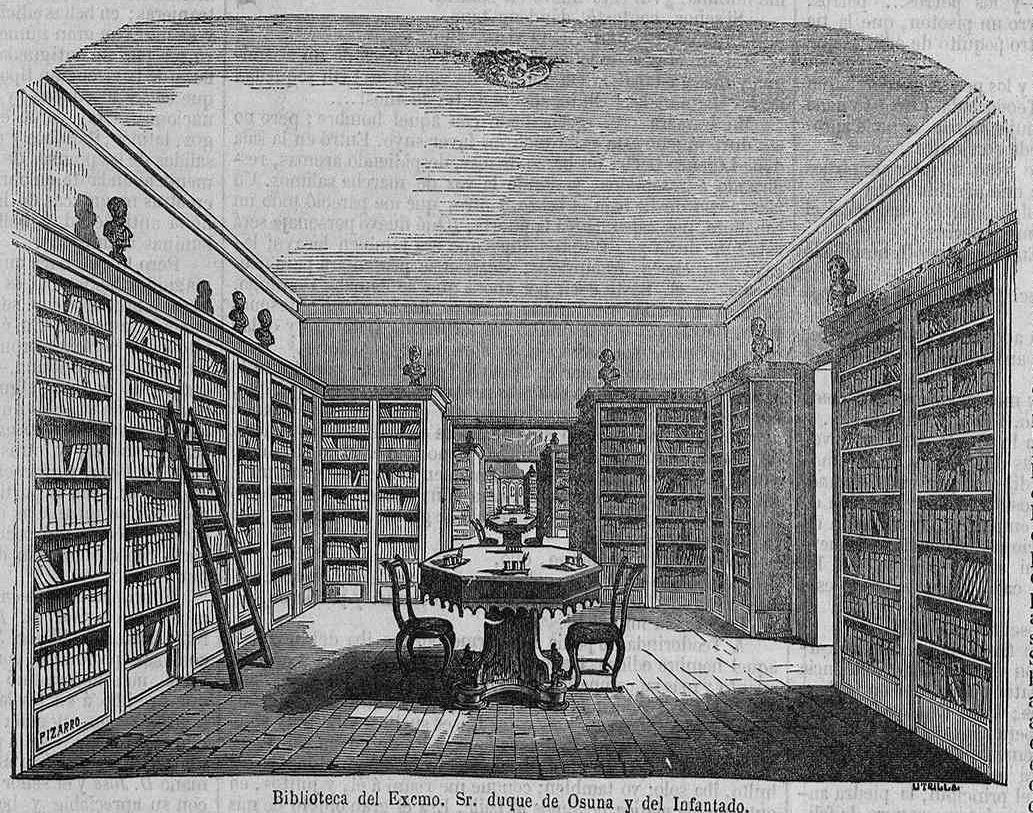
オスナ,インファンタード両公爵の図書館 (1853年)
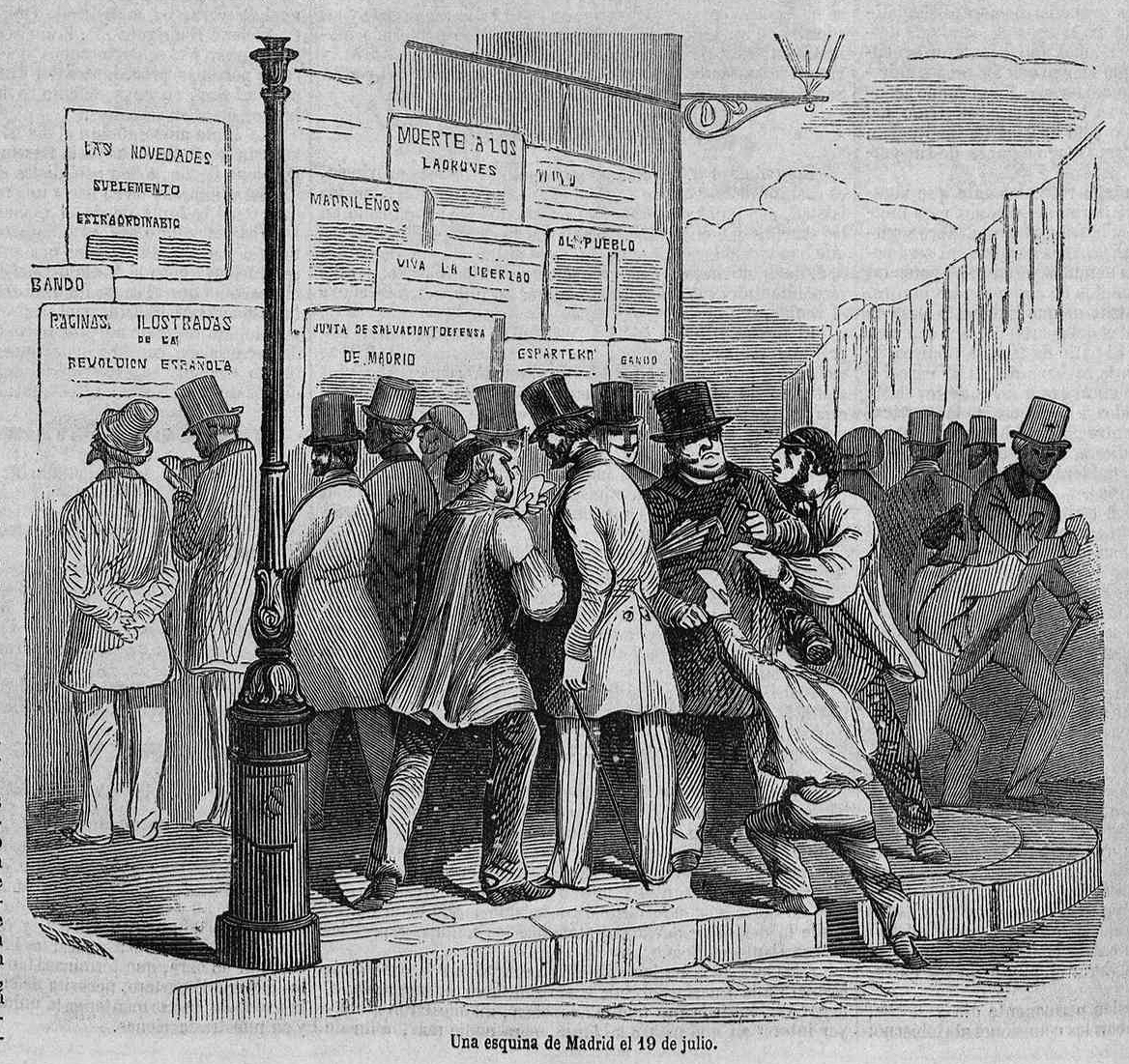
7月19日、マドリード (1853年)
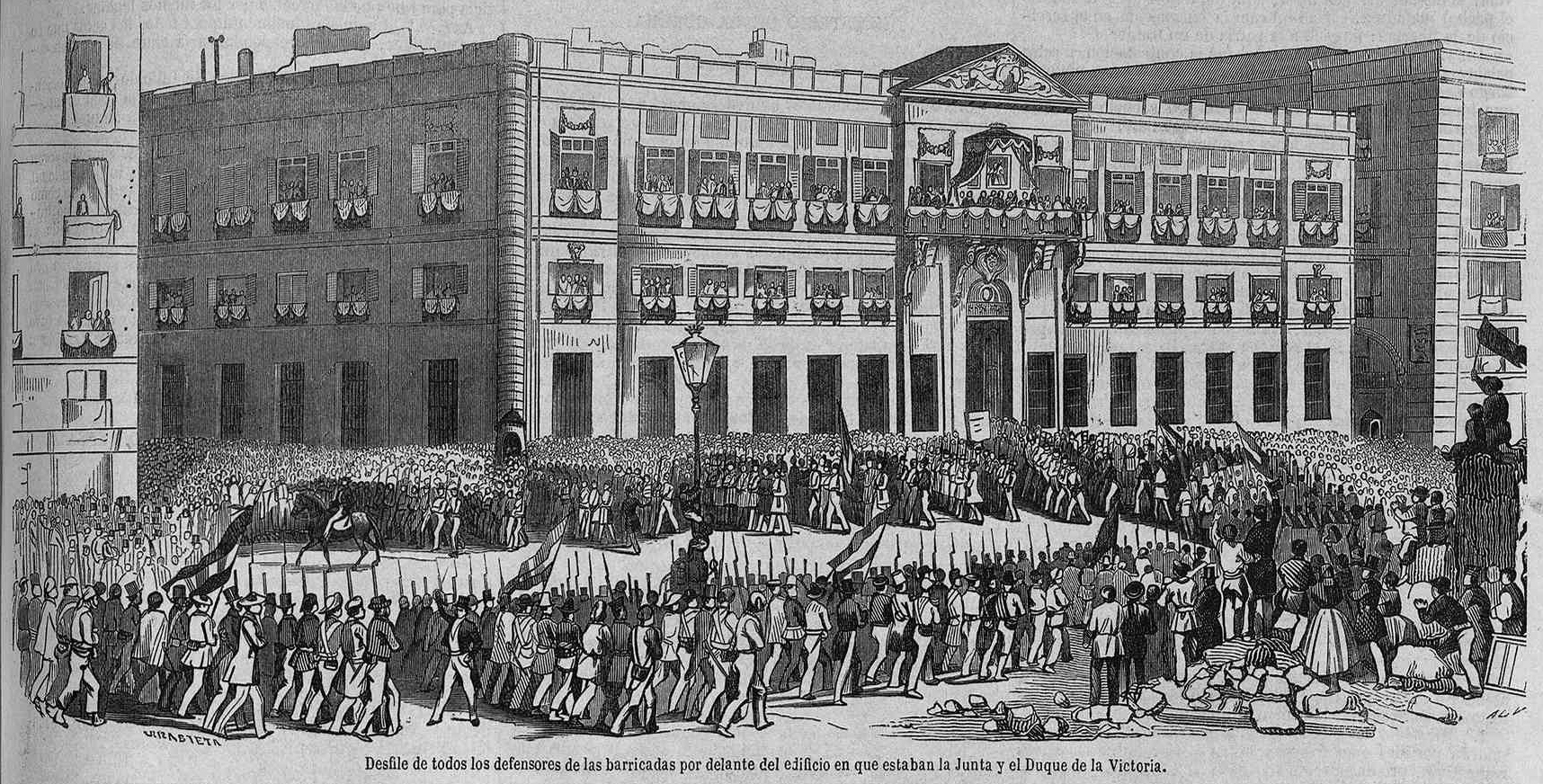
バリケード擁護者のパレード (1854年)

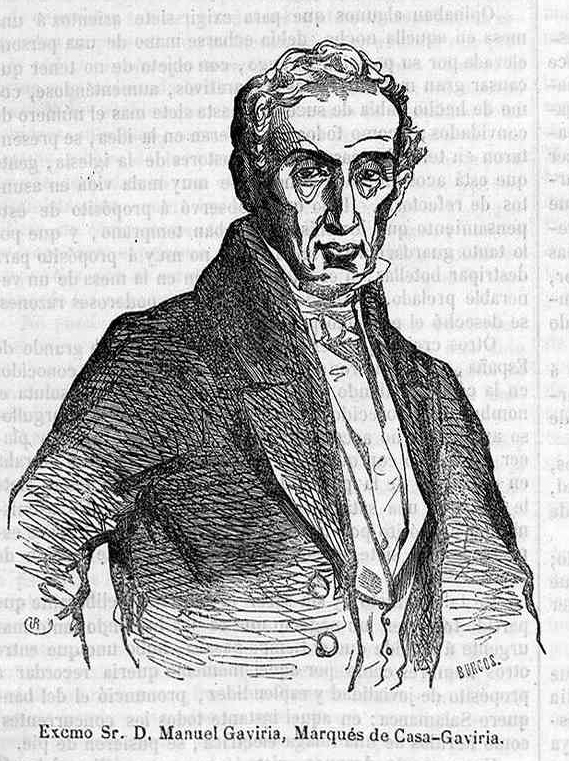
マヌエル・ガヴィリア (1849年)
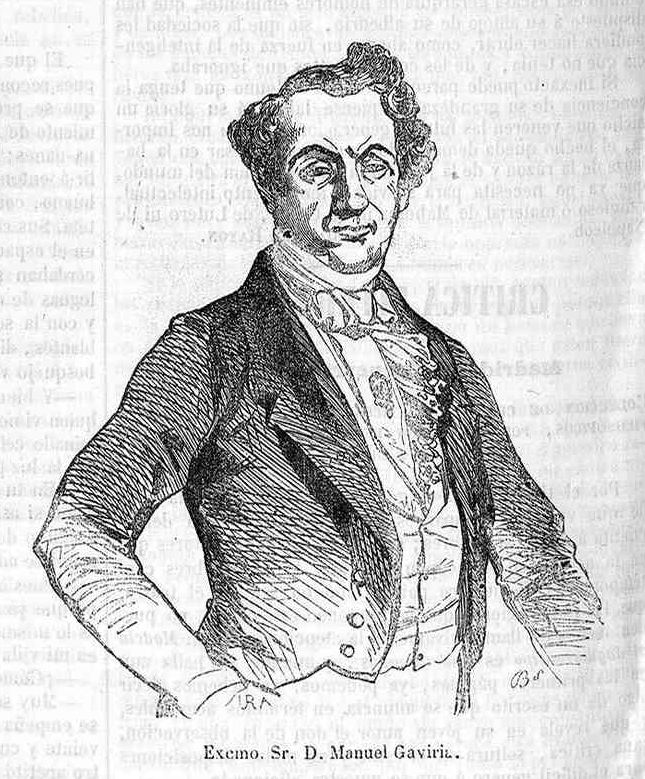
マヌエル・ガヴィリア (1849年)
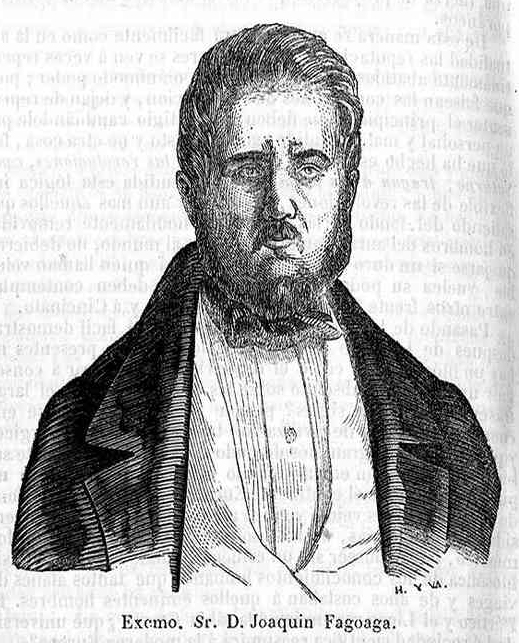
ホアキン・ファゴアガ (1849年)
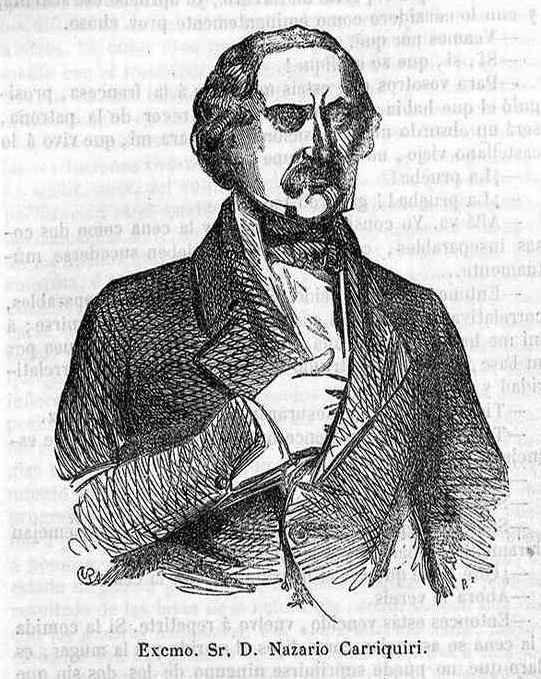
ナザリオ・カリキリ (1849年)
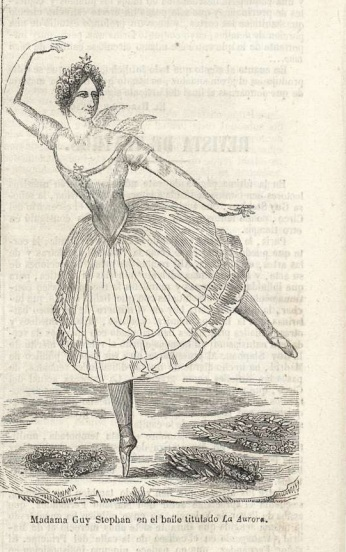
M・G＝ステファン (1850年)
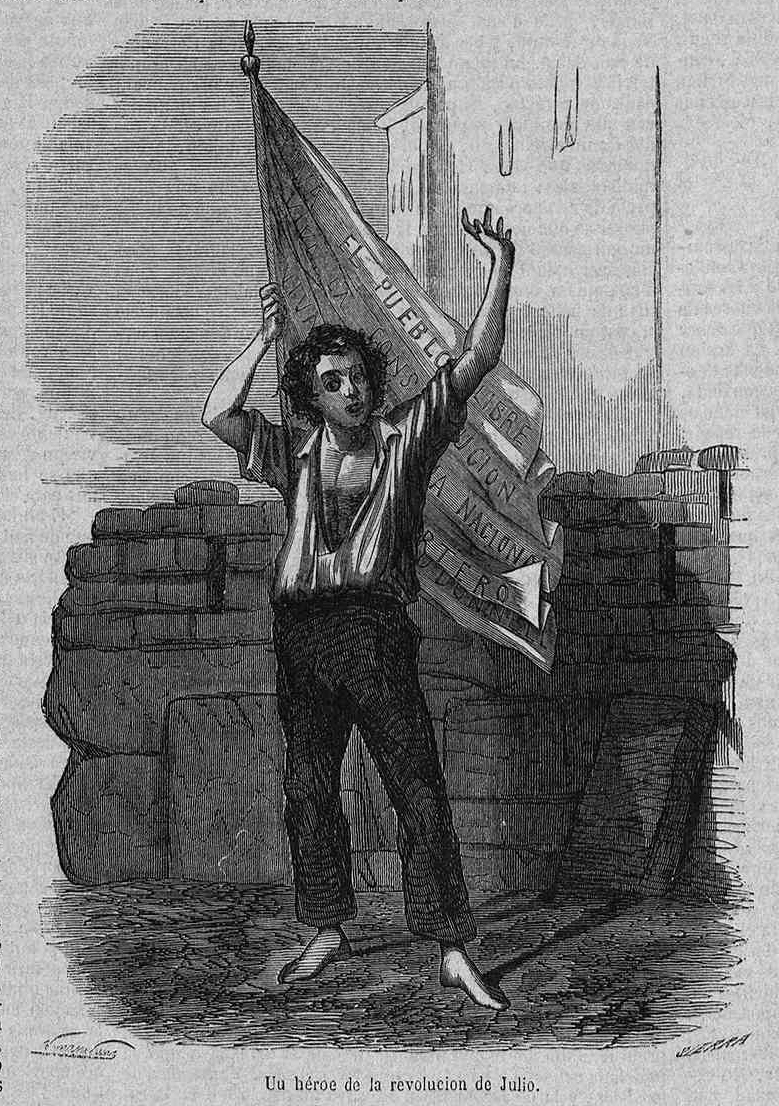
七月革命の英雄 (1850年)
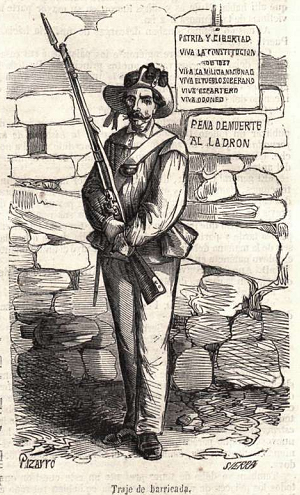
バリケード・スーツ (1854年)
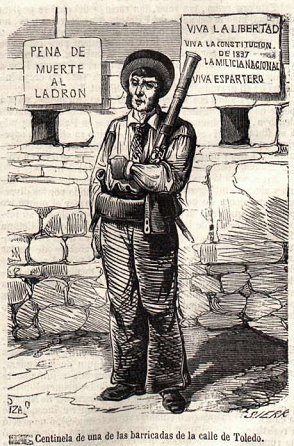
バリケードの歩哨 (1854年)

## 関連紙誌
※発刊順に列記
- イラストレイテド・ロンドン・ニュース
- イリュストラシオン
- イルストリールテ・ツァイトゥング
- ラ・イルスタシオン
- ル・モンド・イリュストレ
- ユニヴェール・イリュストレ
- ル・トゥール・デュ・モンド
- イリュストラシオン・ユーロピエンヌ
- パリ・イリュストレ
- ラヴィ・イリュストレ